# Gare de Dilbeek
La gare de Dilbeek (en néerlandais : station Dilbeek) est une gare ferroviaire belge de la ligne 50 de Bruxelles à Gand située sur le territoire de la commune de Dilbeek, dans la province du Brabant flamand en Région flamande.
Une première halte est mise en service en 1864. C’est un arrêt sans personnel de la Société nationale des chemins de fer belges (SNCB) desservie par des trains Suburbains (S) des lignes S10 et S4 du RER bruxellois.

## Situation ferroviaire
Établie à 40 mètres d'altitude, la gare de Dilbeek est située au point kilométrique (PK) 10,522 de la ligne 50 de Bruxelles à Gand, entre les gares de Grand-Bigard et de Bodeghem-Saint-Martin.

## Histoire
Une halte sans bâtiment de gare définitif est mise en service est mise en service le 1er janvier 1864 sur la ligne de Bruxelles à Gand.
Le 13 septembre 1871, le ministre des travaux publics fait procéder, dans la salle d'attente de la gare de Bruxelles-Nord, à la « mise en adjudication publique de l'entreprise de travaux d'établissement d'un bâtiment des recettes avec ameublement et d'un pavillon pour lieux d'aisance (...) dans chacune des stations de Wichelen et de Dilbeek (en deux lots). ». Le coût de cette construction est estimé à 8 143 francs, 30 centimes par lot. Il s'agit selon toute vraisemblance d'un bâtiment de gare en bois.
Le 3 septembre 1877, le ministère des travaux publics déclare l'utilité publique de la construction d'un bâtiment des recettes, avec abri pour les voyageurs, pour la station de Dilbeek ; il sera adjugé le 14 avril 1880 en même temps que les 8 autres bâtiments de ce plan type, dont Berchem-Sainte-Agathe et Bodeghem-Saint-Martin pour un montant avoisinant les 24 000 à 28 000 francs. Ce bâtiment définitif, d'une superficie de 207,90 m2, est construit en 1880.
Au XXIe siècle, le quai en face du bâtiment a été reporté de l'autre côté du passage à niveau.
En 2012, les guichets et la salle d'attente du bâtiment ont été fermés.

## Service des voyageurs

### Accueil
Cette gare SNCB, dispose d'un bâtiment voyageurs. Depuis le 28 juin 2013, la gare est devenue un point d'arrêt et le guichet est définitivement fermé. L'achat d'un titre de transport peut s'effectuer via l'automate de vente.

### Desserte
Dilbeek est desservie par des trains Suburbains (S), de la SNCB,.
La desserte, cadencée à l’heure, comprend, en semaine et les week-ends, des trains S10 reliant Bruxelles-Midi à Alost, renforcés en semaine par deux trains supplémentaires en heure de pointe (le matin vers Bruxelles et l’après-midi vers Alost).
Il existe également des trains S4 qui relient Malines à Alost et circulent uniquement les jours de semaine.

### Intermodalité
Un parc pour les vélos et un parking pour les véhicules y sont aménagés. La gare est desservie par des bus.

## Comptage voyageurs
Ce graphique et tableau montre le nombre de voyageurs embarquant en moyenne durant la semaine, le samedi et le dimanche.
| Nombre de passagers qui embarquent à la gare de Dilbeek | Nombre de passagers qui embarquent à la gare de Dilbeek | Nombre de passagers qui embarquent à la gare de Dilbeek | Nombre de passagers qui embarquent à la gare de Dilbeek |
|                                                         | Semaine                                                 | Samedi                                                  | Dimanche                                                |
| ------------------------------------------------------- | ------------------------------------------------------- | ------------------------------------------------------- | ------------------------------------------------------- |
| 1977                                                    | 850                                                     | 137                                                     | 82                                                      |
| 1978                                                    | 849                                                     | 96                                                      | 110                                                     |
| 1979                                                    | 851                                                     | 250                                                     | 195                                                     |
| 1980                                                    | 935                                                     | 254                                                     | 189                                                     |
| 1981                                                    | 755                                                     | 123                                                     | 219                                                     |
| 1982                                                    | 669                                                     | 105                                                     | 105                                                     |
| 1983                                                    | 628                                                     | 114                                                     | 102                                                     |
| 1984                                                    | 689                                                     | 83                                                      | 88                                                      |
| 1985                                                    | 671                                                     | 116                                                     | 169                                                     |
| 1986                                                    | 731                                                     | 131                                                     | 119                                                     |
| 1987                                                    | 602                                                     | 121                                                     | 83                                                      |
| 1988                                                    | 426                                                     | 90                                                      | 73                                                      |
| 1989                                                    | 616                                                     | 94                                                      | 81                                                      |
| 1990                                                    | 569                                                     | 93                                                      | 71                                                      |
| 1991                                                    | 630                                                     | 116                                                     | 76                                                      |
| 1992                                                    | 592                                                     | 106                                                     | 94                                                      |
| 1993                                                    | 626                                                     | 108                                                     | 83                                                      |
| 1994                                                    | 604                                                     | 86                                                      | 68                                                      |
| 1995                                                    | 672                                                     | 88                                                      | 76                                                      |
| 1996                                                    | 926                                                     | 77                                                      | 79                                                      |
| 1997                                                    | 677                                                     | 62                                                      | 54                                                      |
| 1998                                                    | 749                                                     | 98                                                      | 84                                                      |
| 1999                                                    | 755                                                     | 106                                                     | 92                                                      |
| 2000                                                    | 814                                                     | 89                                                      | 77                                                      |
| 2001                                                    | 842                                                     | 102                                                     | 91                                                      |
| 2002                                                    | 876                                                     | 109                                                     | 113                                                     |
| 2003                                                    | 794                                                     | 120                                                     | 109                                                     |
| 2004                                                    | 759                                                     | 127                                                     | 98                                                      |
| 2005                                                    | 852                                                     | 152                                                     | 106                                                     |
| 2006                                                    | 876                                                     | 130                                                     | 150                                                     |
| 2007                                                    | 851                                                     | 125                                                     | 156                                                     |
| 2008                                                    | -                                                       | -                                                       | -                                                       |
| 2009                                                    | 856                                                     | 145                                                     | 145                                                     |
| 2010                                                    | -                                                       | -                                                       | -                                                       |
| 2011                                                    | -                                                       | -                                                       | -                                                       |
| 2012                                                    | 946                                                     | 152                                                     | 142                                                     |
| 2013                                                    | 879                                                     | 122                                                     | 104                                                     |
| 2014                                                    | 1 000                                                   | 140                                                     | 113                                                     |
| 2015                                                    | 761                                                     | 98                                                      | 140                                                     |
| 2016                                                    | 699                                                     | 150                                                     | 102                                                     |
| 2017                                                    | 756                                                     | 146                                                     | 133                                                     |
| 2018                                                    | 712                                                     | 142                                                     | 150                                                     |
| 2019                                                    | 715                                                     | 139                                                     | 164                                                     |
| 2020                                                    | 460                                                     | 61                                                      | 37                                                      |
| 2021                                                    | -                                                       | -                                                       | -                                                       |
| 2022                                                    | 930                                                     | 194                                                     | 218                                                     |
| 2023                                                    | 772                                                     | 224                                                     | 219                                                     |
| 2024                                                    | 851                                                     | 216                                                     | 221                                                     |

## Patrimoine ferroviaire

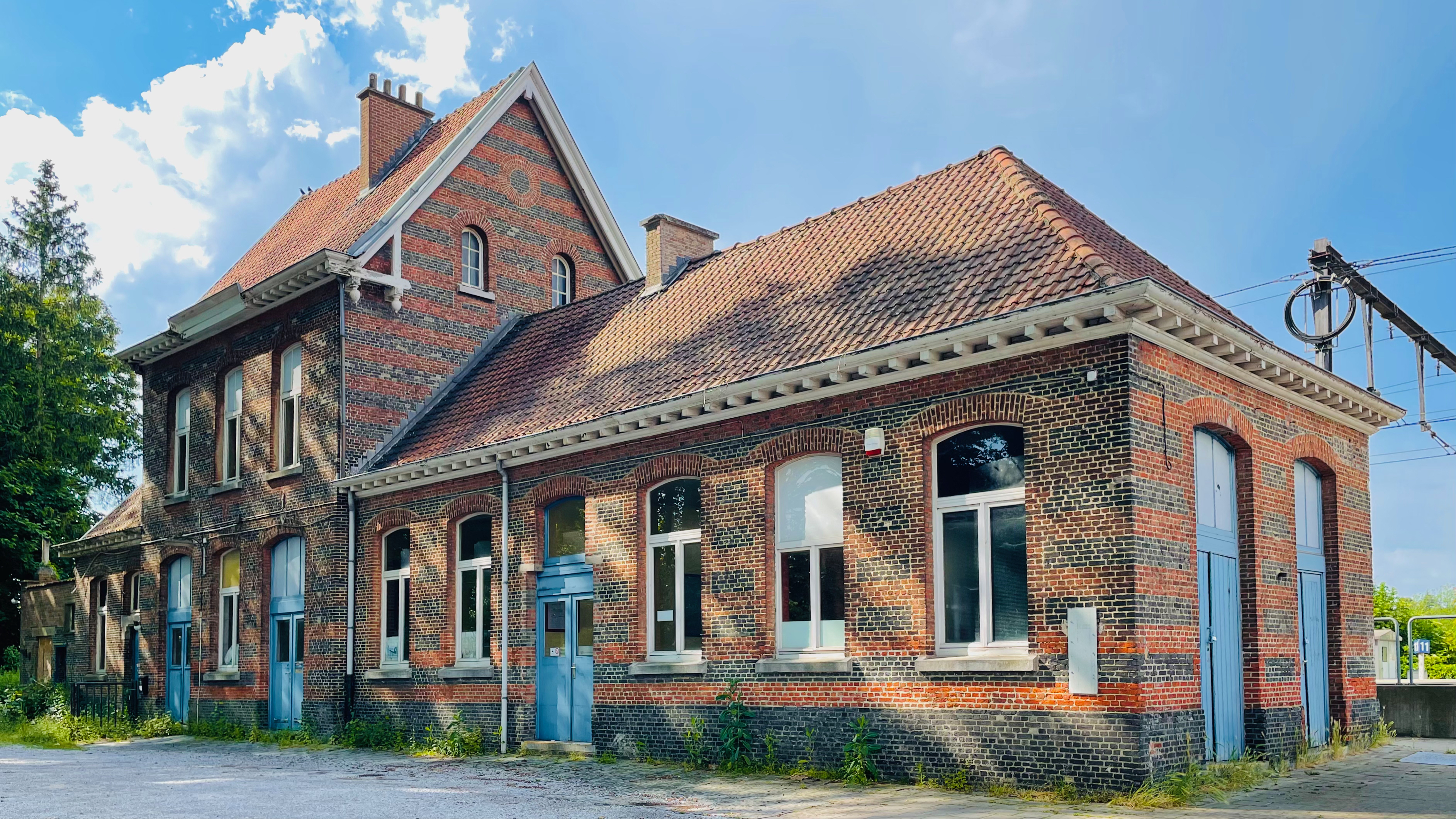
Bâtiment de la gare en 2023.

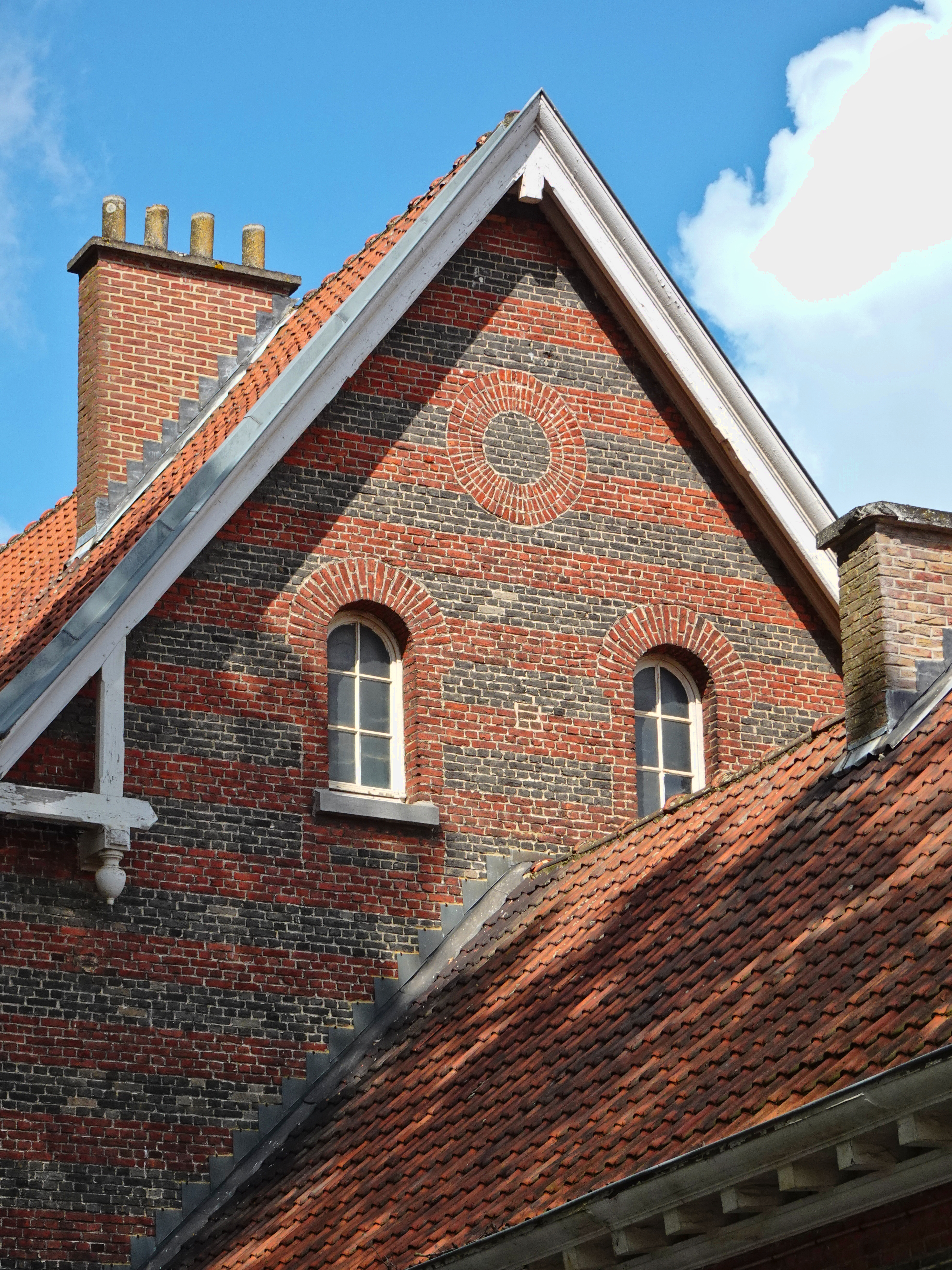
Détails de la façade.

La gare de Dilbeek est classée et est restée dans un état proche de l’origine avec ses charpentes apparentes et ses façades non peintes qui laissent voir les jeux de couleurs des deux sortes de briques.
Il s'agit d’un bâtiment correspondant aux directives de 1880 qui instaure un modèle standard pour les gares secondaires mais laissait les différents groupes régionaux mettre au point l’aspect esthétique et l’agencement de ces gares.
Le groupe de Bruxelles-Nord réalisa neuf gares identiques qui comptaient un corps central de trois travées avec un toit sous bâtière à angle aigu très marqué encadré par une longue aile de six travées à toiture à croupe servant de salle d’attente et, de l’autre côté, par une aile de service, plus courte, de deux travées sous bâtière. Construites en brique, elles possédaient initialement des charpentes décoratives aux pignons et toutes les travées sont surmontées d’arcs bombés sauf les deux petites fenêtres des pignons du corps central. Les façades sont revêtues d’une alternance de briques frittées gris foncé et de bandes de briques rouges. La brique rouge est également utilisée pour les arcs surmontant les ouvertures et les encadrements de portes et fenêtres. Le nom de la gare était inscrit sur un panneau dans l’axe de la corniche des deux façades latérales.
À Dilbeek et Berchem-Sainte-Agathe, la longue aile contenant la salle d’attente se trouve à gauche, contrairement à celle de Bodegem dont la disposition est inversée. 
Sur les neuf gares de ce modèle construites sur les lignes 25, 36, 50 et 53, trois se trouvaient sur la ligne 50 et elles sont les seules à avoir survécu jusqu’à aujourd’hui.